# 里弗伍德 (印地安納州)
里弗伍德（英語：Riverwood）是位於美國印地安納州漢密爾頓縣的一個非建制地區。該地的面積和人口皆未知。